# Geografia de Toronto
Toronto está localizada na margem norte do Lago Ontário, no Canadá. A cidade limita-se ao sul com o o Lago Ontário, a leste com a Municipalidade Regional de Durham, ao norte com a Municipalidade Regional de York e a oeste com a Municipalidade Regional de Peel. A maior parte dos limites com estas municipalidades regionais são realizadas através de ruas ou rios: ao leste através do Rio Rouge, ao norte com a Steeles Avenue e ao oeste com a Etobicoke Creek, a Renforth Avenue, a Eglinton Avenue e a Highway 427. Vários rios cortam a cidade, das quais as principais são o Rio Don, o Rio Humber (Ontário) e o Rio Rouge. Suas coordenadas geográficas são 43°40′N, 79°25′O. A cidade possui uma área total de 641 km². Toronto é cortado por diversos rios e riachos. A flora dos vales destes rios são protegidos pela cidade, o que permite a existência de vales densamente florestados dentro de Toronto, com trilhas recreacionais dentro da cidade.

## Clima

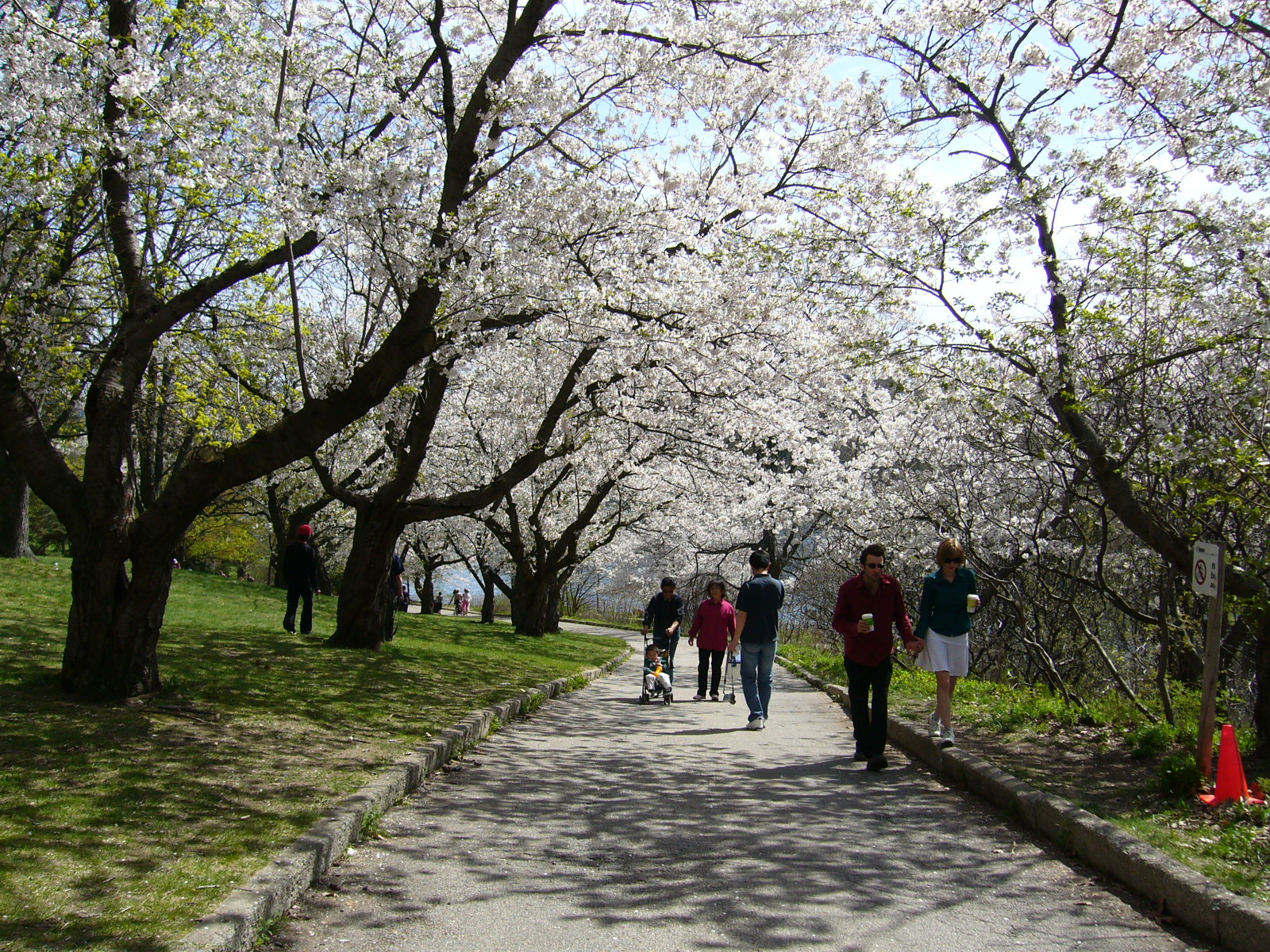
Cena típica da primavera no High Park.

Toronto possui um clima temperado, com quatro estações bem definidas, sendo quente e úmido no verão e frio e seco no inverno. No inverno, a média das mínimas é de -6,6 °C, e a média das máximas, de 0 °C.  No verão, a média das mínimas é de 15,5 °C, e a média das máximas, de 26 °C.
Toronto possui um tempo relativamente instável, especialmente nos meses de inverno, com mínimas variando geralmente entre -30 °C e 0 °C, e máximas variando entre -25 °C e 15 °C, sendo que o fator do vento diminui ainda mais estas temperaturas (que podem cair para menos de -40 °C). Períodos de temperaturas amenas ocorrem ao longo do inverno, com máximas entre 5 °C e 10 °C sendo relativamente comuns no inverno), desencadeando o derretimento regular da neve que fazem com que períodos sem neve sejam comuns, existentes até mesmo no meio do inverno. Geralmente, ocorrem dois ou três períodos de temperaturas muito baixas, onde as máximas não superam os -20 °C.

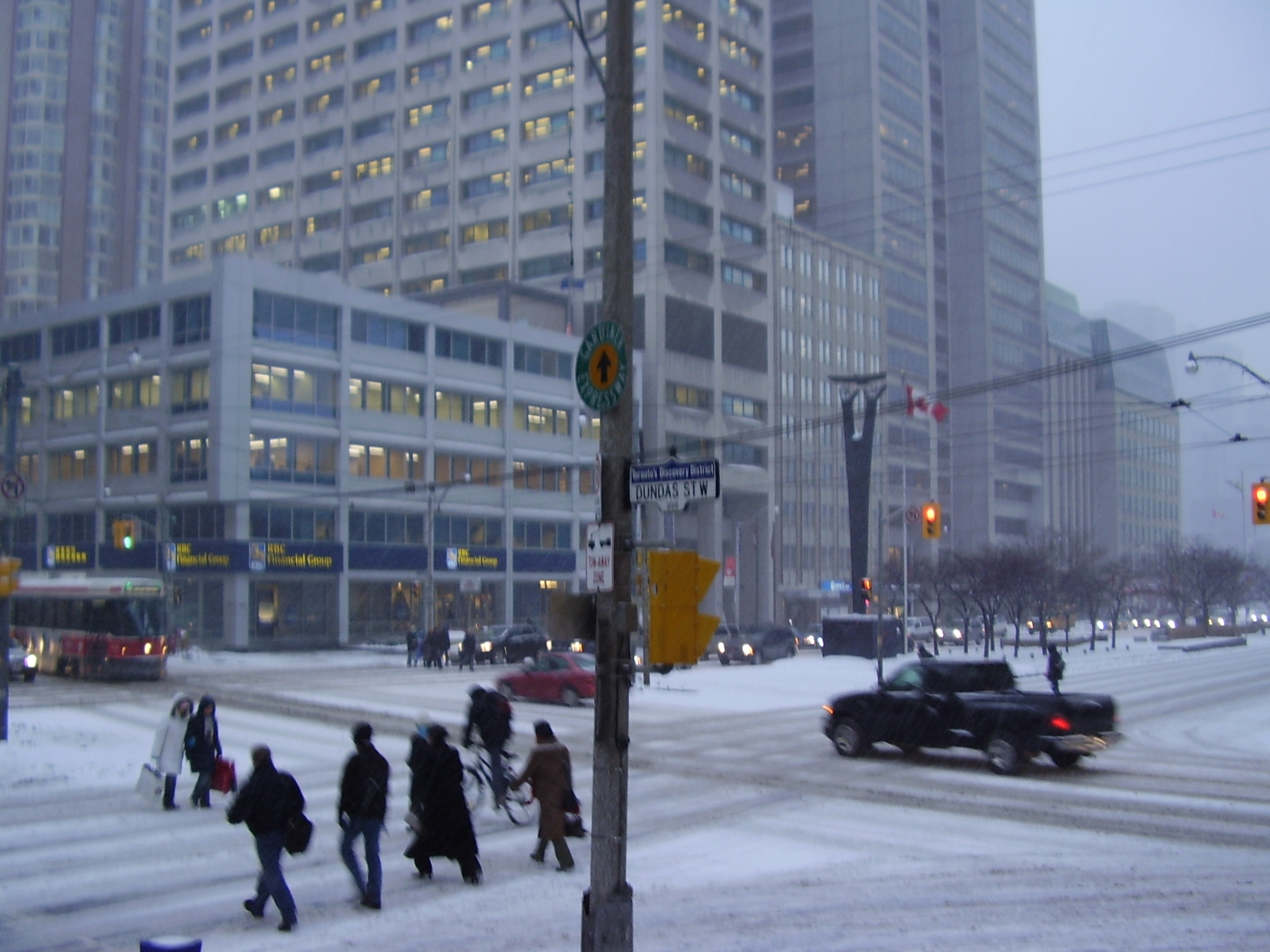
Vista de um cruzamento movimentado de Toronto no inverno, em um dia de alta precipitação de neve.

No verão, as variações de temperatura são menores, com máximas variando geralmente entre 20 °C e 30 °C, e mínimas entre 10 °C e 25 °C. Toronto possui no Canadá uma reputação de ser uma cidade quente, mas comparado com muitas partes do mundo, Toronto experimenta condições climáticas muito frias, exceto no verão.
Os dias de outono em Toronto geralmente oferecem temperaturas agradáveis ao dia, seguidos por noites relativamente frias. A primavera é tipicamente a menor estação do ano, geralmente com dias quentes e noites frias. A precipitação média anual de chuva de Toronto é de 83,4 centímentros. A taxa de precipitação média de neve é de 115 centímetros. O mês menos chuvoso é o mês de agosto, com apenas nove dias chuvosos, em média. A precipitação de chuva e neve na cidade é bem distribuída ao longo do ano. O mês que mais registra dias com precipitação do ano é o mês de janeiro, que registra em média 16 dias onde há precipitação de chuva, neve ou granizo. Contando-se apenas precipitação líquida, os meses mais chuvosos são os meses de verão, que registram em média 13 dias com chuva por mês. O verão é também a estação mais ensolarada da cidade.
| Dados climatológicos para Toronto | Dados climatológicos para Toronto | Dados climatológicos para Toronto | Dados climatológicos para Toronto | Dados climatológicos para Toronto | Dados climatológicos para Toronto | Dados climatológicos para Toronto | Dados climatológicos para Toronto | Dados climatológicos para Toronto | Dados climatológicos para Toronto | Dados climatológicos para Toronto | Dados climatológicos para Toronto | Dados climatológicos para Toronto | Dados climatológicos para Toronto |
| Mês                               | Jan                               | Fev                               | Mar                               | Abr                               | Mai                               | Jun                               | Jul                               | Ago                               | Set                               | Out                               | Nov                               | Dez                               | Ano                               |
| --------------------------------- | --------------------------------- | --------------------------------- | --------------------------------- | --------------------------------- | --------------------------------- | --------------------------------- | --------------------------------- | --------------------------------- | --------------------------------- | --------------------------------- | --------------------------------- | --------------------------------- | --------------------------------- |
| Temperatura máxima média (°C)     | −1,3                              | −0,6                              | 4,4                               | 11,5                              | 18,2                              | 23,5                              | 26,5                              | 25,3                              | 20,9                              | 14,2                              | 7,7                               | 1,4                               | 12,6                              |
| Temperatura mínima média (°C)     | −7,9                              | −7,2                              | −2,4                              | 3,5                               | 9,3                               | 14,3                              | 17,6                              | 16,9                              | 13                                | 7,2                               | 2,1                               | −4,4                              | 5,2                               |
| Precipitação (mm)                 | 55,2                              | 52,6                              | 65,2                              | 65,4                              | 68                                | 67                                | 71                                | 82,5                              | 76,2                              | 63,3                              | 76,1                              | 76,5                              | 818,9                             |
| Fonte: Environment Canada         |                                   |                                   |                                   |                                   |                                   |                                   |                                   |                                   |                                   |                                   |                                   |                                   |                                   |

## Meio Ambiente
Toronto possui sérios problemas ambientais. As praias da cidade, ao longo do Lago Ontário, foram ao longo do século XIX muito populares entre a população da cidade. Porém, o crescimento da indústria de manufaturação na cidade tornou as águas do litoral da cidade altamente perigosas à saúde humana, por causa da poluição. Durante a década de 1960 e a década de 1970, muitas das indústrias poluidoras da cidade foram embora, e atualmente, várias das praias novamente são usadas por banhistas. Porém, mesmo assim, a poluição da água continua a ser um problema, e a cidade regulamente testa as águas de todas as praias ao longo dos dias de verão, e fechando as praias com altos níveis de poluição.
Um dos principais problemas da cidade atualmente é o lixo. Na medida em que o último aterro sanitário da cidade, o Keele Valley, atingiu sua capacidade, a prefeitura viu que nenhuma outra cidade no sul do Ontário estava disposta a comprar lixo da cidade. Embora a cidade tenha feito  um acordo para depositar lixo em uma mina abandonada no norte do Ontário quando o Keele Valley fosse fechado, o acordo gerou tanta controvérsia, que aumentava à medida que a data prevista para o fechamento do Keele Valley se aproximava, que a prefeitura cancelou o acordo.

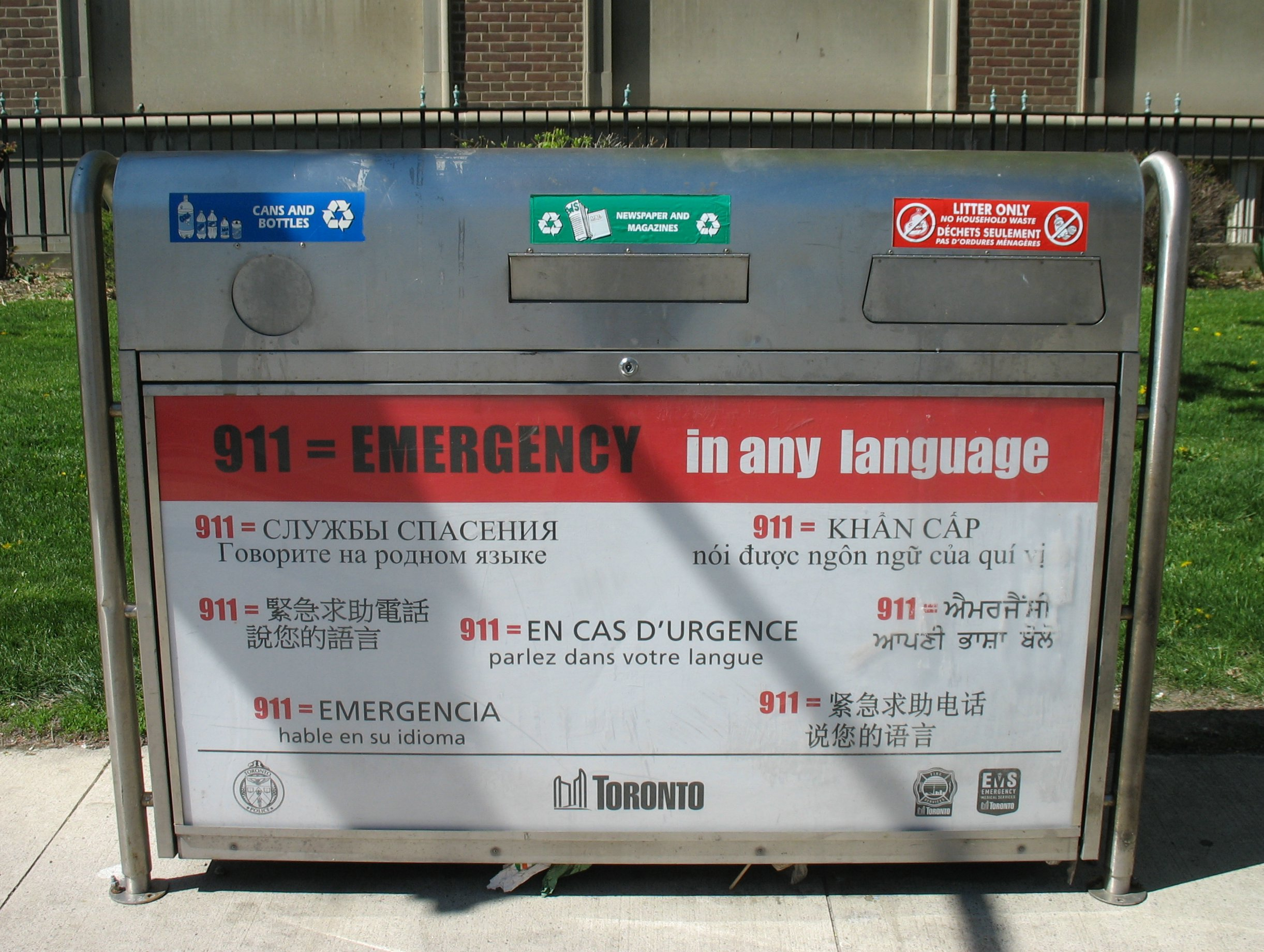
Latas de lixo reciclável tricolores são uma vista comum na cidade.

Em 2002, quando o Keele Valley foi fechado, a prefeitura de Toronto já havia feito um novo acordo, onde todo o lixo produzido pela cidade seria exportada para um atero sanitário localizado no Estado americano de Michigan. Até hoje, o lixo produzido em Toronto é transportado via caminhões até Michigan. O contrato expira em 2008, e pode ser estendido até 2010. Porém, crescente oposição dos habitantes e da Câmara dos Representantes do Estado americano fizeram com que a cidade expandisse seu sistema de reciclagem de lixo, e procurasse lugares alternativos para dispor-se do lixo restante, uma vez que não possui intenções em estender o contrato além 2008. Por causa da controvérsia, Carelton Farms, o aterro sanitário em Michigan sob contrato com a prefeitura de Toronto, anunciou em maio de 2006 que não aceitará mais resíduos de esgoto, embora continuará a aceitar lixo doméstico. Em 19 de setembro de 2006, a prefeitura de Toronto anunciou planos para comprar um aterro sanitário de London, a um preço estimado em mais de 500 milhões de dólares. Porém, o acordo, que gerou indignação por parte de muitos habitantes  [carece de fontes?] de London, ainda precisa ser aprovada pelo Conselho Municipal de Toronto. Se aprovada, o aterro terá capacidade para depositar lixo proveniente de Toronto por cerca de 25 anos, e os primeiros depósitos de lixo proveniente de Toronto seriam iniciados por volta de 2010.
Como programas alternativos, a prefeitura de Toronto unificou o sistema de reciclagem da cidade, introduziu programas que visam os habitantes da cidade a reciclar, e um programa voltado à reciclagem de materiais orgânicos, para gerar composto, embora este último programa tenha sido criticado pelo seu alto custo, três vezes mais caro (o tonelada) que o atual acordo com o aterro sanitário em Michigan. Embora muitos habitantes sejam contra incineradores por causa da alta poluição gerada, a Municipalidade Regional de Peel está interessada em construir um incinerador, capaz de gerar eletricidade (suficiente para abastecer cinco mil casas) queimando lixo. [carece de fontes?] As municipalidades regionais de York e Durham possuem programa conjunto ainda mais ambicioso. O centro de incineramento proposto por ambos seria capaz de abastecer até 200 mil casas, e construção poderia ser iniciada em 2011.
Diversas empresas propuseram converter lixo em gás sintético, que poderia ser utilizado como combustível para geração de eletricidade (uma proposta afirmou que 100 mil toneladas de lixo seriam capazes de gerar até 12 megawatts). Os resíduos seriam filtrados, e poderia ser misturado com asfalto na construção de vias públicas.

## Litoral

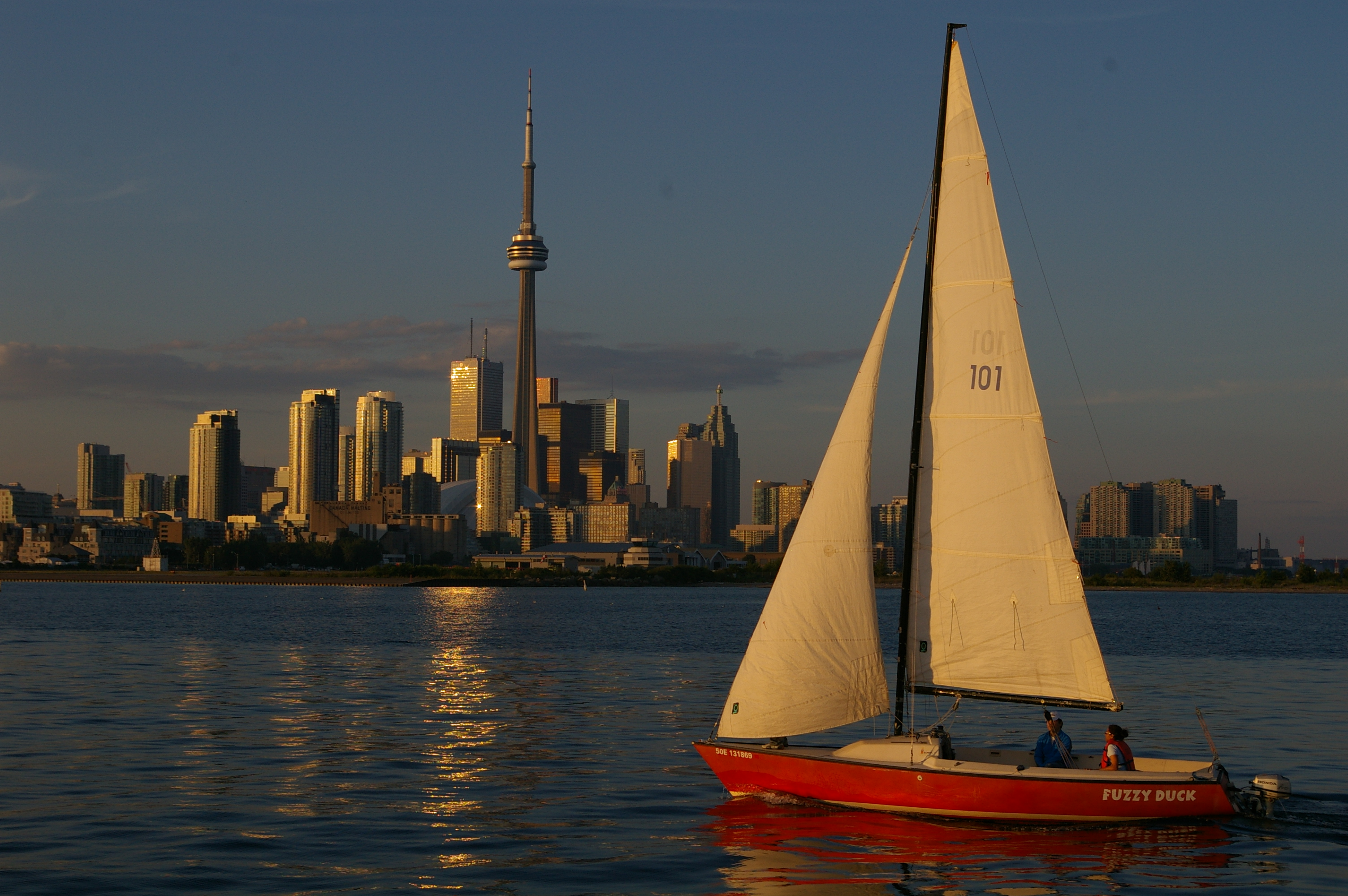
Porto de Toronto.

Durante décadas o litoral de Toronto junto ao Lago Ontário tem causado controvérsia na cidade. Uma parte significativa da cidade - inclusive seu centro financeiro - encontra-se separada de seu litoral através da Gardiner Expressway e de uma ferrovia, que correm ao sul da cidade. Anteriormente, as zonas localizadas próximas ao litoral e ao lado do centro financeiro eram utilizadas para fins industriais, o que contribuía para esta separação.
Embora a maior parte das fábricas tenham sido abandonadas, dando gradualmente lugar a parques, zonas residenciais e comerciais, muitos dizem  que a construção de muitos prédios próximos ao longo do litoral (que continua até os dias atuais) mantém e agrava a separação da cidade de seu litoral. Muitos  propõem que os trechos da Gardiner Expressway e da ferrovia correndo próximas ao litoral sejam reconstruídos subterraneamente, embora esta solução é improvável mesmo a longo prazo, devido ao alto custo do projeto. Em 26 de setembro, um conselho municipal recomendou a demolição da Gardiner, entre a Spadina Avenue e a Don Valley Parkway, trecho localizado imediatamente ao sul do centro financeiro da cidade. O trecho demolido seria substituído por uma ampliação da Lakeshore Boulevard, que atualmente corre ao longo da Gardiner, em uma via de cinco faixas por sentido. O projeto, cujo custo estimado é de 758 milhões de dólares canadenses, gerou grande controvérsia.
Outra controvérsia é o Aeroporto Toronto City Centre, localizado em uma ilha artificial, distante a apenas 100 metros do continente. Muitos  apoiam a construção de uma ponte ligando a ilha com o aeroporto, embora outros sejam contra, temendo que um aumento no tráfego na região agrave o problema da poluição atmosférica na região. Atualmente, o aeroporto é servido somente por uma linha de ferry, a menor do mundo. A ilha que abriga o aeroporto possui parques e residências, embora não seja permitido o tráfego direto de pessoas entre o aeroporto e outras partes da ilha.